# Uttar Kamakhyaguri
Uttar Kamakhyaguri è una suddivisione dell'India, classificata come census town, di 10.544 abitanti, situata nel distretto di Jalpaiguri, nello stato federato del Bengala Occidentale. In base al numero di abitanti la città rientra nella classe IV (da 10.000 a 19.999 persone).

## Geografia fisica
La città è situata a 26° 28' 53 N e 89° 43' 47 E.

## Società

### Evoluzione demografica
Al censimento del 2001 la popolazione di Uttar Kamakhyaguri assommava a 10.544 persone, delle quali 5.402 maschi e 5.142 femmine. I bambini di età inferiore o uguale ai sei anni assommavano a 1.128, dei quali 559 maschi e 569 femmine. Infine, coloro che erano in grado di saper almeno leggere e scrivere erano 8.184, dei quali 4.453 maschi e 3.731 femmine.